# Bernardo Canal
Bernardo Canal (Venezia, 4 agosto 1824 – Belfiore, 7 dicembre 1852) è stato un patriota italiano, uno dei "Martiri di Belfiore".

## Biografia
Nacque da Giacomo e da Maria Battistella. I Canal erano un'illustre famiglia già inclusa nel patriziato veneziano, ma Bernardo aveva rinunciato all'aristocrazia e, di conseguenza, modificò il proprio cognome togliendo la particella nobiliare "de".

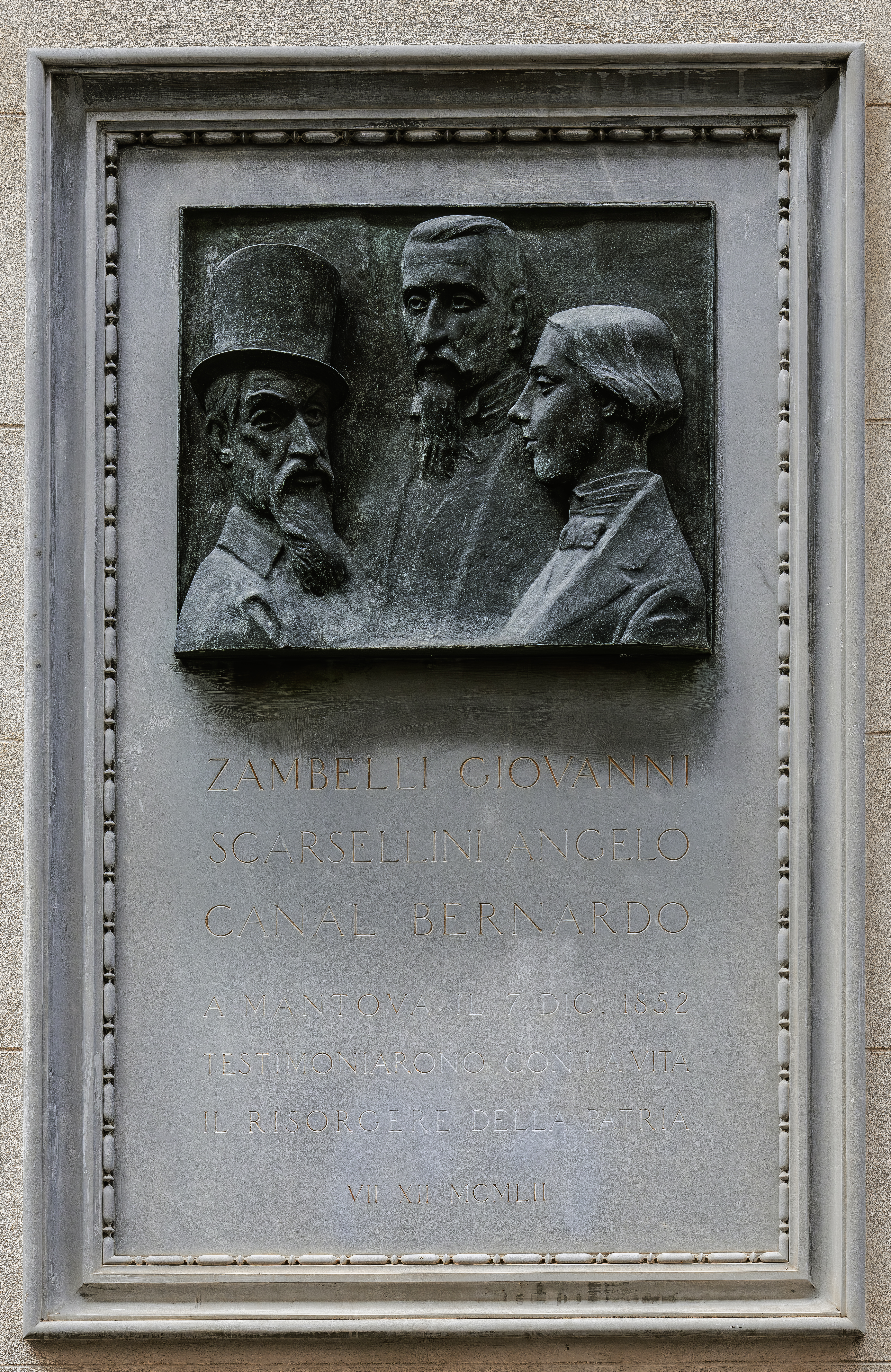
Targhe commemorative: Giovanni Zambelli, Angelo Scarsellini e Bernardo de Canal - Calle larga de l'ascension a Venezia

Studiò a Venezia con l'abate Natale Talamini, per poi iscriversi alla facoltà politico-legale dell'Università degli Studi di Padova, dalla quale uscì licenziato (ma non laureato).

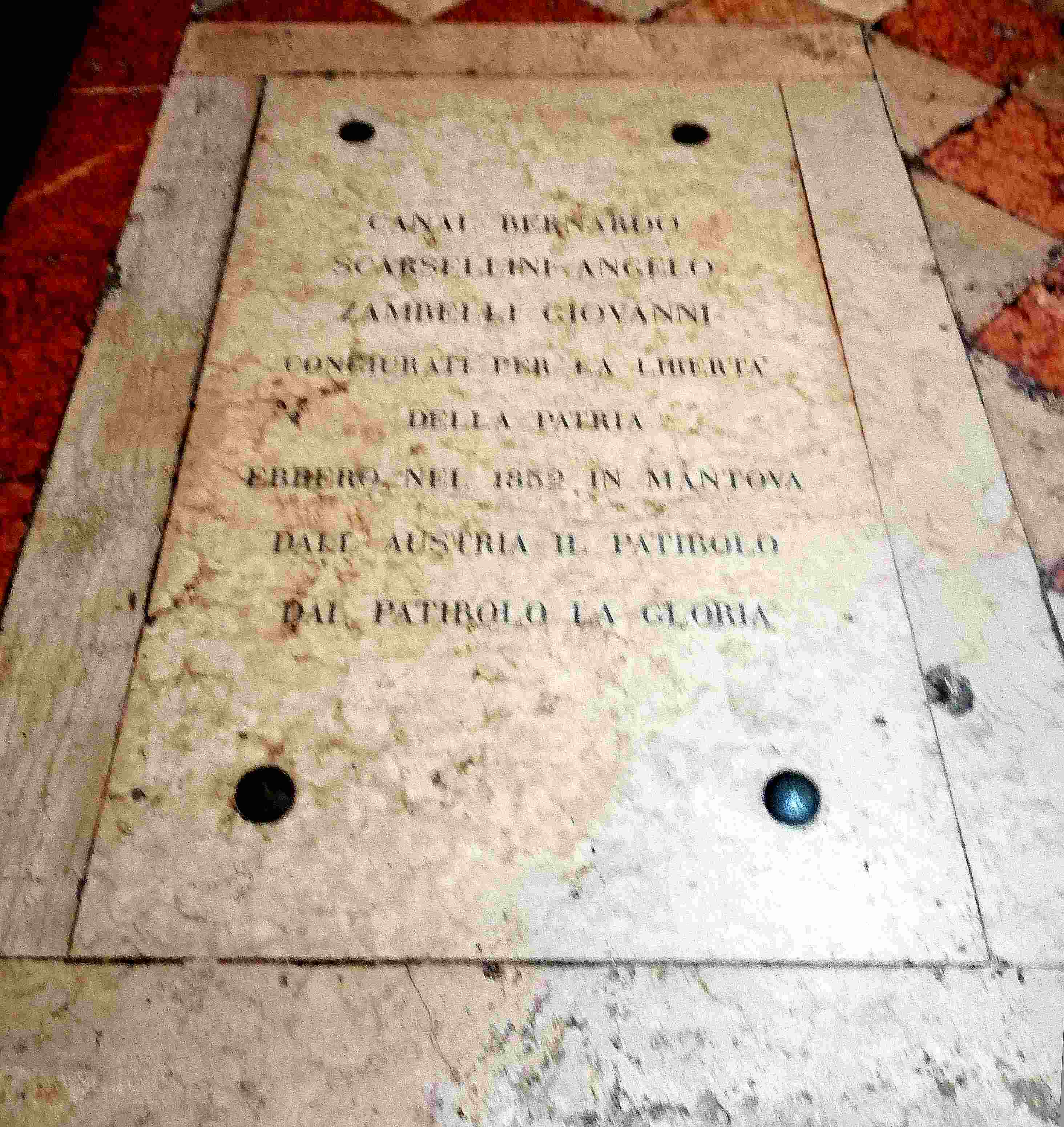
Venezia, Basilica dei Frari, tomba dei Martiri di Belfiore.

Partecipò ai moti antiaustriaci del 1848 a Venezia. 
Arrestato il 28 giugno 1852, fu rinchiuso nella carceri di Mantova, processato il 4 dicembre e giustiziato il 7 dicembre con Enrico Tazzoli, Angelo Scarsellini, Carlo Poma e Giovanni Zambelli a Belfiore.
È sepolto a Venezia nella Basilica dei Frari assieme a Giovanni Zambelli e Angelo Scarsellini.